# Постел (бира)
Вижте пояснителната страница за други значения на Постел.
„Постел“ (на нидерландски: Postel) е марка белгийска абатска бира, произведена и бутилирана в пивоварната „Affligem Brouwerij“ в Опвейк (Opwijk), провинция Фламандски Брабант, Централна Белгия. „Постел“ e една от белгийските марки бира, които имат правото да носят логото „Призната белгийска абатска бира“ (Erkend Belgisch Abdijbier), обозначаващо спазването на стандартите на „Съюза на белгийските пивовари“ (Unie van de Belgische Brouwers).

## История
Бирата първоначално се прави в норбертинското абатство Постел, находящо се в община Мол, провинция Антверпен, Северна Белгия, в близост до границата с Нидерландия. Абатството е основано около 1135 г. от монаси от абатство Флореф като приорат. Поради голямото разстояние между двете общности, монашеската общност Постел от ХІV век става автономна от абатство Флореф. През 1616 г. Постел получава статут на абатство. След 1630 г. абатството многократно е опустошавано и ограбвано. По време на Френската революция, през 1797 г., абатството е разтурено, монасите са прогонени, част от сградите разрушени, а останалото имущество – земи и сгради, е продадено. През 1847 г. абатството е възстановено. В абатството е запазена манастирската църква от края на ХІІ век, изградена в романски стил, и трапезария от ХVІІІ век.
Абатската пивоварна е построена през 1611 и остава в експлоатация до Френската революция. Производството на абатската бира през 1953 г. е предоставено на пивоварната „Brouwerij Campina“ в гр.Десел въз основа на споразумение между монасите и пивоварната. През 1988 г. пивоварната „Brouwerij Maes“ придобива мажоритарен дял в „Brouwerij Campina“. Пивоварната в Десел е затворена през 1989 година. От 1988 г. бирата „Постел“ се произвежда от пивоварната „Brouwerij De Smedt“ в Опвейк, Централна Белгия, която произвежда и друга популярна марка абатска бира – „Афлигем“. Предвид нарастващия международен успех на марката „Афлигем“, през 2000 г. „Brouwerij De Smedt“ е придобита от холандската корпорация „Хайнекен“ и е преименувана на „Affligem Brouwerij BDS N.V.“.

## Марки бира
Търговският асортимент на пивоварната, включва три бири с марката „Постел“:
- Postel Blond – силна светла бира със светложълт цвят и с алкохолно съдържание 7 %.
- Postel Dubbel – силна тъмна бира с кафяво-махагонов цвят и с алкохолно съдържание 7 %.
- Postel Tripel – силна светла бира с тъмнозлатист цвят и с алкохолно съдържание 8,5 %.

- Postel Blond
- Postel Dubbel
- Postel Tripel